# Portrait d'homme (Mantegna)
Portrait d'homme (en italien : « Ritratto virile ») est une tempera transposée du panneau initial sur toile, puis sur isorel, de 24,2 × 19,1 cm. Peinte vers 1460-1470, elle est attribuée à Andrea Mantegna et conservée à la National Gallery of Art de Washington.

## Histoire
Le tableau est documenté seulement au début du XXe siècle et reste jusqu'en 1906 dans une collection privée hongroise, celle des Gaál, peut-être même celle du compositeur Ferenc Gaál, décédé précisément le 11 décembre de cette même année. Acheté par Lajos Kelemen, il reste à Budapest jusqu'en 1929, date de son acquisition par le marchand d'art américain Jacques Seligmann. En 1950, il entre pour deux années dans la collection de Samuel Henry Kress et intègre, par donation en 1952, la National Gallery of Art.

## Description
Le modèle est représenté de profil, en buste et se détache d'un fond sombre bleuté, conformément à la convention du portrait alors en vogue en Italie. L'homme est vêtu d'une tunique de couleur marron, par-dessus un habit et une chemise dont seul le col blanc dépasse ; sa tête est couverte d'un bonnet noir.
Selon Millard Meiss, le tableau comportait à l'origine un parapet en trompe-l'œil dans sa partie basse.

## Attribution et datation
En 1946, Wilhelm Suida prétend être le premier à considérer l'œuvre de la main de Mantegna : 

« Si je ne me trompe pas, j'ai été le premier à reconnaître l'œuvre de Mantegna lorsque je l'ai vue à Vienne il y a vingt ans (If I am not mistaken I had been the first to recognize in it Mantegna's hand when I saw it, two decades ago, in Vienne). »

— Mantegna and Melozzo
En 1939, lors de l'exposition Masterpieces of Art. European Paintings and Sculpture from 1300-1800 à la Foire internationale de New York, le tableau est pour la première fois publiquement présenté, sous le no 233. L'avis de Suida et celui, entre autres, de Bernard Berenson et Lionello Venturi sont reportés dans le catalogue édité à cette occasion. L'attribution à Mantegna est acceptée par Burton Fredericksen et Federico Zeri, Ronald Lightbown et Alberta De Nicolò Salmazo mais est réfutée par Giles Robertson et Alessandro Conti qui optent pour une œuvre de jeunesse de Giovanni Bellini, à une période où une symbiose étroite existe entre les deux beaux-frères.
La critique est divisée sur la chronologie qui couvre deux décennies d'activité du peintre, entre 1450 et 1470. Une date d'exécution précoce, antérieure à 1460, avancée par Fern Rusk Shapley, Giovanni Agosti, Mauro Lucco et Sergio Marinelli semble plausible, corroborée par les formes tourmentées et le rapprochement avec les fresques de la chapelle Ovetari où sont visibles les mêmes petites touches très fines de blanc, utilisées pour suggérer la lumière. Elle explique aussi la paternité attribuée à Bellini par Giles Robertson et Alessandro Conti quand l'affinité formelle assez étroite entre les deux peintres induit un risque certain de confusion.

## Identification du modèle

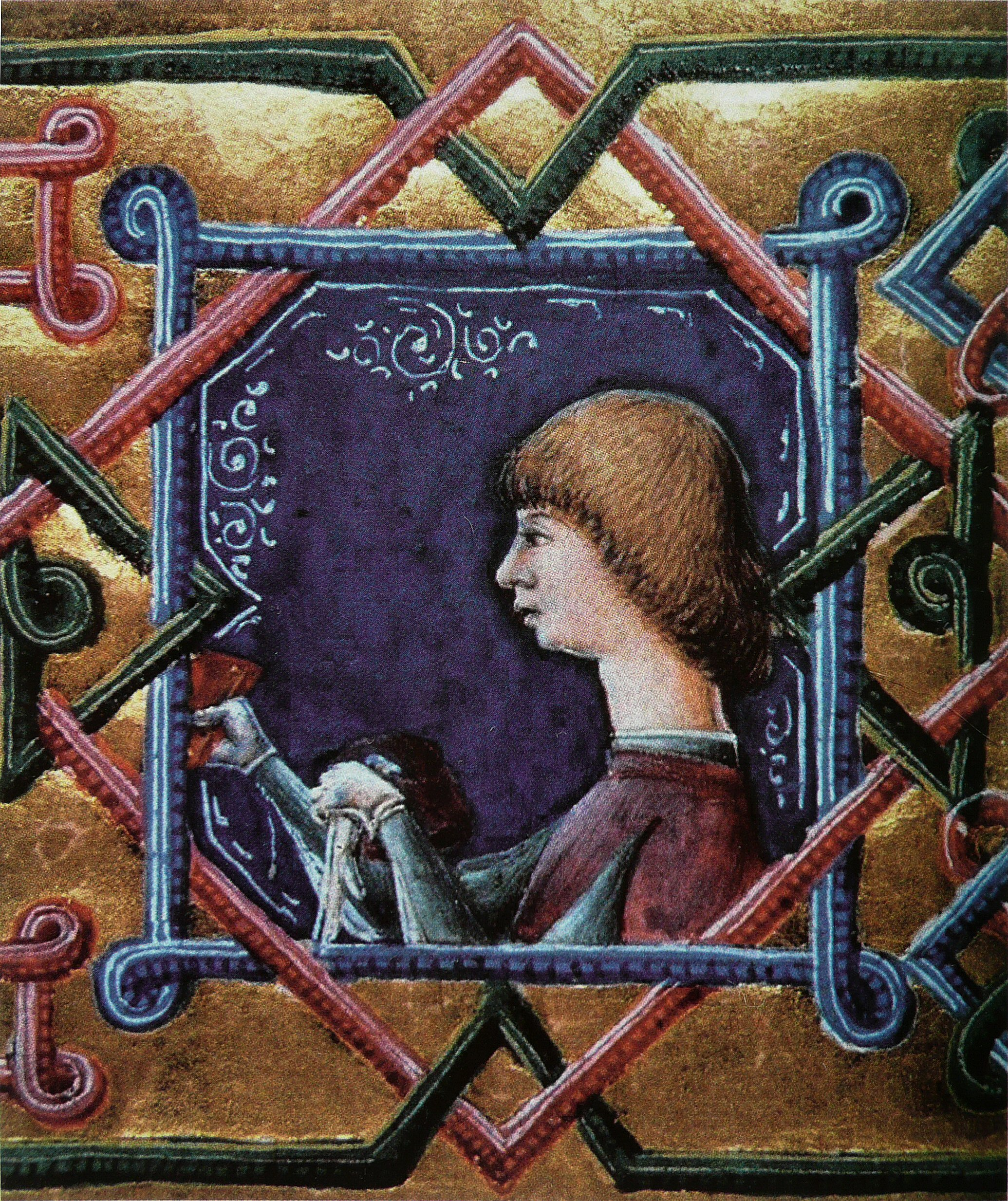
Portrait de Janus Pannonius, Bibliothèque nationale autrichienne

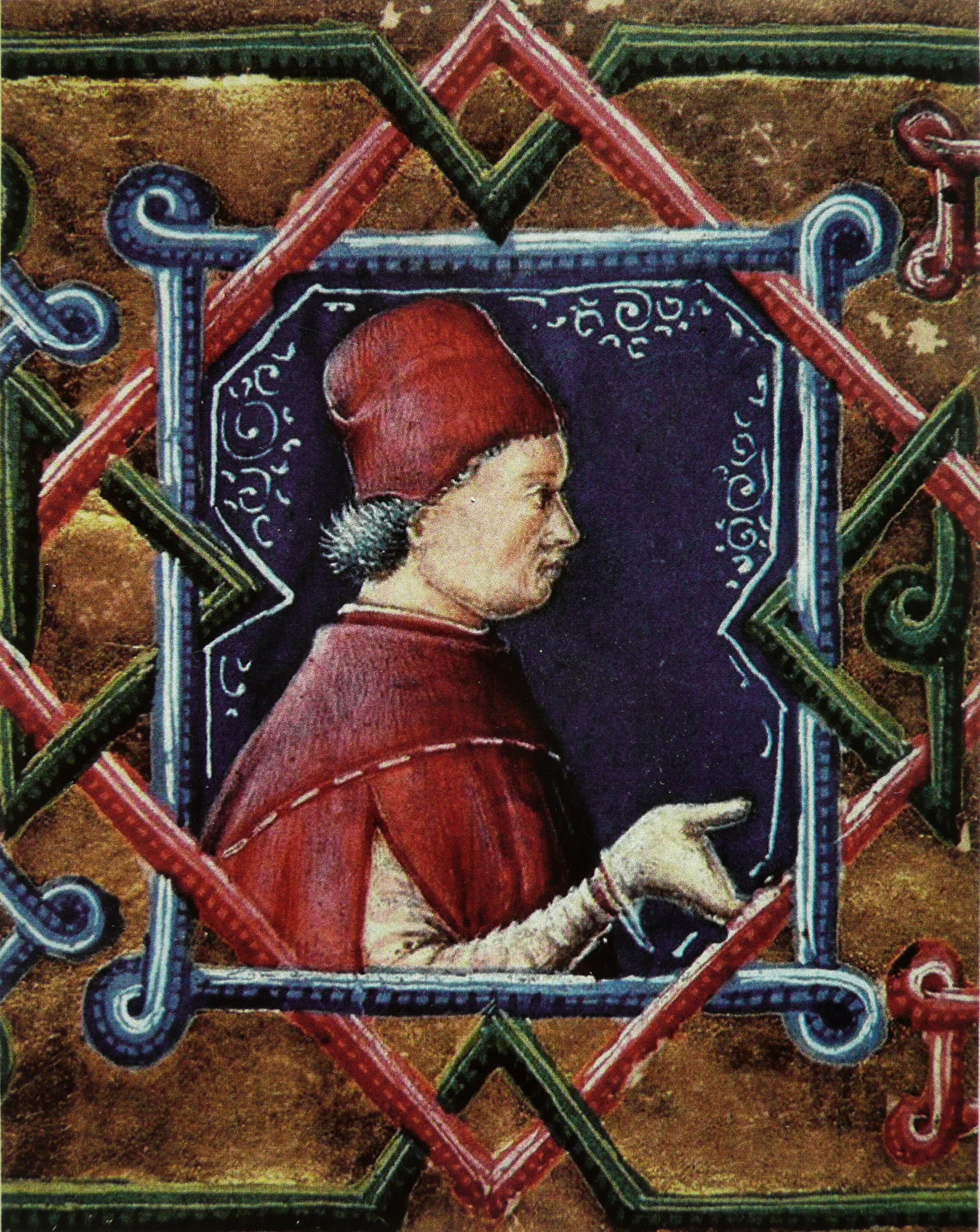
Portrait de János Vitéz, Bibliothèque nationale autrichienne

La provenance hongroise du tableau influe bien évidemment sur les tentatives d'identification du personnage. Le modèle, lors des trois premières expositions publiques de l'œuvre, est associé à l'humaniste hongrois Janus Pannonius, soit comme son portrait présumé aux expositions Masterpieces of Art. European Paintings and Sculpture from 1300-1800 à la Foire internationale de New York de 1939-1940 et Twenty-Second Loan Exhibition of Old Masters. Masterpieces of Art from European and American Collections au Detroit Institute of Arts en 1941, soit comme son portrait à l'Early European Paintings, Society of the Four Arts à Palm Beach en 1949. Mantegna l'a portraituré à la fin des années 1450, en compagnie de son compatriote Galeotto Marzio, œuvre célébrée dans une poésie de l'humaniste. Le portrait en miniature de Janus Pannonius face à celle de son oncle János Vitéz, chancelier et évêque de Várad en 1445, puis archevêque d'Esztergom, figure également sur le frontispice d'un manuscrit ferrarais, conservé à la Bibliothèque nationale autrichienne. Il est difficile d'y reconnaître sa physionomie avec celle du présent tableau et de sa description, vers l'âge de 24 ans, faite par Johannes Sambucus : 

« il se distinguait par une silhouette fluette, un cou allongé (collo nonnihil oblongo) et des cheveux blonds. »

— .
Par contre, pour Jenö Csocsán de Várallja, l'effigie de János Vitéz présente des ressemblances avec le modèle du tableau de Washington ; cependant, les vêtements qu'il porte ne sont, de toute évidence, pas des habits épiscopaux.